# Make Yourself
Make Yourself (рус. Сделай себя) — третий студийный альбом американской рок-группы Incubus, вышедший в октябре 1999 года.

## Информация об альбоме
Релиз Make Yourself состоялся 26 октября 1999 года. После выхода и ротации на MTV сингла Pardon Me его тиражи приблизились к платиновой отметке. Между тем Make Yourself хотя и попал в самый конец Топ 50, но стабильно продавался, и со временем диск собрал в США двойную платину.
Альбом ознаменовал собой переход в звучании группы в сторону альтернативного рока. Синглы с этого альбома («Drive», «Stellar», «Pardon Me») достигли верхней тройки американского чарта Billboard Modern Rock Tracks и были использованы в качестве саундтреков к нескольким играм серии Guitar Hero.
Также альбом примечателен тем, что на нём впервые в качестве клавишника и диджея участвовал Крис Килмор, который занимает эту позицию в Incubus и по сей день.

## Список композиций
Слова и музыка всех песен — Б. Бойд, М. Айнзигер, А. Катунич, К. Килмор, Х. Пасийяс.
| №                   | Название                   | Длительность              |
| ------------------- | -------------------------- | ------------------------- |
| 1.                  | «Privilege»                | 3:54                      |
| 2.                  | «Nowhere Fast»             | 4:30                      |
| 3.                  | «Consequence»              | 3:18                      |
| 4.                  | «The Warmth»               | 4:24                      |
| 5.                  | «When It Comes»            | 4:00                      |
| 6.                  | «Stellar»                  | 3:20                      |
| 7.                  | «Make Yourself»            | 3:03                      |
| 8.                  | «Drive»                    | 3:52                      |
| 9.                  | «Clean»                    | 3:55                      |
| 10.                 | «Battlestar Scralatchtica» | 3:49                      |
| 11.                 | «I Miss You»               | 2:48                      |
| 12.                 | «Pardon Me»                | 3:44                      |
| 13.                 | «Out From Under»           | 3:28                      |
| Общая длительность: | Общая длительность:        | Общая длительность: 48:12 |

| №   | Название           | Длительность |
| --- | ------------------ | ------------ |
| 14. | «Crowded Elevator» | 4:46         |

| №   | Название                          | Длительность |
| --- | --------------------------------- | ------------ |
| 14. | «Pardon Me (Acoustic)»            | 3:47         |
| 15. | «Stellar (Acoustic)»              | 3:16         |
| 16. | «Make Yourself (Acoustic)»        | 3:13         |
| 17. | «Drive (Live Orchestral Version)» | 4:04         |

## Участники записи
Incubus
- Брэндон Бойд — вокал
- Майк Айнзигер — гитара
- Дирк Лэнс (А. Катунич) — бас-гитара
- Крис Килмор — клавишные
- Хосе Пасийяс — ударные

Приглашённые музыканты
- Дейв Холдридж — виолончель в «Drive» и «I Miss You»
- Cut Chemist и DJ Nu-Mark — дополнительные скретчи в «Battlestar Scralatchtica»

Продюсирование
- Scott Litt и Incubus